# Kendall Jenner
Kendall Nicole Jenner (Los Angeles, 1995. november 3. –) amerikai divatmodell, valóságshow-szereplő és híresség, a Kardashian család tagja. Először az E! televíziós csatorna Keeping Up with the Kardashians (K mint, Kardashian) című valóságshowjában szerepelt anyai féltestvéreivel és húgával. Modellkedett a Harper's Bazaarnak és a Vogue-nak, illetve megjelent a New York-i, a párizsi és a milánói divathetek kifutóján is.

## Élete

### Származása és gyermekkora
Kendall Nicole Jenner a kaliforniai Los Angelesben született, egy tízpróbázó olimpikon (Bruce Jenner) és televíziós személyiség (Kris Jenner) idősebb lányaként. A Nicole nevet édesanyja legjobb barátnője (Nicole Brown Simpson) után kapta.
Kendallnek egy húga és nyolc féltestvére van.
Apai ágon: a második feleségétől (Linda Thompson-tól) van két féltestvére, Brandon Jenner és a The Hills színésze Sam "Brody" Jenner.
Anyai ágon: első férjétől (Robert Kardashian-tól) van, Kourtney Kardashian, Kim Kardashian, Khloé Kardashian és Robert Arthur Kardashian.
Bruce Jenner és Kris Jenner házasságából született Kendall és húga Kylie Jenner.
Kendall a húgával és anyai féltestvéreivel Calabasas-ban, Los Angeles keleti külvárosában él. A Sierra Canyon School-ba járt. A DuJour Magazin interjúja szerint 2014-ben érettségizett.

### Modellkedés
Sok magazinnak és ruházati áruháznak modellkedett, beleértve: Forever 21, Teen Vogue, Seventeen, Looks, Raine, Elle, Flavour Magazine, OK!, GOGIRL!, Girlfriend, Reserved. Jenner kifutón is modellkedett már, rengeteg híres divattervező felkérése alapján, például Sherri Hill, Alexander Wang, Leah Madden, Agua Bendita, és kampányolt egy Victoria’s Secret modellel, Candice Swanepoel-lel.

### Menedzserek
The Society Management (New York)
Elite Model Management (London)
Elite Model Management (Párizs)
Elite Model Management (Milánó)

### Média megjelenés
Általában anyai féltestvéreivel és húgával lép a vörös szőnyegre. Tömérdek díjátadónak voltak házigazdái: Glee: The 3D Concert Movie,  The Vow,  2014 Billboard Music Awards, ahol véletlenül Kendall a 5 Seconds of Summer együttest One Directionként konferálta fel, valamint a Much Music Video Awards Kanadában, Torontóban.
Jenner a saját weboldalukon a Dazeden dolgozott, ahol készítettek egy paródiavideót a „Burn Book” ötletet használva a Bajos csajokból, hogy válaszoljanak az online sértésekre.

## Filmográfia

### Díjátadók
| Év   | Esemény                | Megjegyzés                 |
| ---- | ---------------------- | -------------------------- |
| 2014 | Billboard Music Awards | Bemutató                   |
| 2014 | MuchMusic Video Awards | Műsorvezető (Kylie Jenner) |

### Valóságshow
| Év           | Sorozat                           | Megjegyzés                                  |
| ------------ | --------------------------------- | ------------------------------------------- |
| 2007–present | Keeping Up with the Kardashians   | TV műsor                                    |
| 2008         | E! True Hollywood Story           | Dokumentum                                  |
| 2009         | Kourtney and Khloé Take Miami     | TV műsor                                    |
| 2011         | Kourtney and Kim Take New York    | TV műsor(2. epizód)                         |
| 2011         | Khloé & Lamar                     | TV műsor                                    |
| 2012         | America's Next Top Model Cycle 18 | TV műsor                                    |
| 2014         | House of DVF                      | Vendégszereplő – Epizód "Show Day Showdown" |
| 2014         | Ridiculousness                    | Vendégszereplő                              |

### Színészet
| Év   | Sorozat                                         | Szerep     | Megjegyzés                                           |
| ---- | ----------------------------------------------- | ---------- | ---------------------------------------------------- |
| 2012 | Hawaii Five-0                                   | AJ         | TV műsor (3. évad, 6. epizód: I Ka Wa Mamua)         |
| 2014 | The High Fructose Adventures of Annoying Orange | Strawberry | TV műsor (2. évad, 23. epizód: Shakesparagus Speare) |

## Fordítás
- Ez a szócikk részben vagy egészben  a   Kendall Jenner című angol Wikipédia-szócikk ezen változatának fordításán alapul.  Az eredeti cikk szerkesztőit annak laptörténete sorolja fel. Ez a jelzés csupán a megfogalmazás eredetét és a szerzői jogokat jelzi, nem szolgál a cikkben szereplő információk forrásmegjelöléseként.